# Treales, Roseacre and Wharles
Treales, Roseacre and Wharles är en civil parish i Storbritannien.   Den ligger i grevskapet Lancashire och riksdelen England, i den centrala delen av landet, 300 km nordväst om huvudstaden London. Antalet invånare är 492.